# RC Mountfield Říčany
RC Mountfield Říčany je český ragbyový klub v Říčanech (okres Praha-východ, Středočeský kraj), založený v roce 1944 jako DTJ Říčany skupinou nadšenců sdružených kolem Josefa Kohouta.
Klub nesl ve své historii několik názvů. Do roku 1945 DTJ Říčany, poté do roku 1949 Meteor Říčany, v letech 1950 až 1960 TJ Sokol Říčany, do roku 1987 TJ Sokol Disk Říčany, 1988 až 1989 TJ Sokol Spoje Říčany, do roku 2010 Rugby Club Říčany. 1. ledna 2011 byl název změněn na Rugby Club Mountfield Říčany.

## Historické názvy
- DTJ Říčany (1944)
- Meteor Říčany (1946–49)
- TJ Sokol Říčany (1950–66)
- TJ Sokol Disk Říčany (1967–87)
- TJ Sokol Spoje Říčany (1988–89)
- Rugby Club Říčany (1990-2010)
- Rugby Club Mountfield Říčany (2011-)

## Trenéři mužů
- Ludvík Koreš
- Vilibald Hervert
- Pavel Sláma
- Petr Bláha
- Přemysl Zikmund
- Jiří Felbr
- Jiří Brt
- Miroslav Fořt
- Eduard Vávra
- Petr Michovský
- Marek Valeš
- Antonín Brabec
- Martin Javůrek
- Antonín Brabec
- Miroslav Němeček

## Individuální úspěchy hráčů klubu
- Pavel Bureš - Ragbista roku 1992
- Petr Michovský - Ragbista roku 1993
- Karel Kučera - Ragbista roku 2006
- Jan Rohlík - Talent roku 2001 (do 20 let)
- Michal Vančura - Talent roku 2009 (do 20 let)
- Michal Schlanger - Sedmičkový hráč roku 2010
- Martin Cimprich - Talent roku 2014 (do 16 let)
- Martin Cimprich - Talent roku 2015 (do 18 let)

### Úspěchy odchovanců klubu
- Martin Kafka - Ragbista roku 2002 (La Moraleja Alcobendas)
- Miroslav Němeček - Ragbista roku 2013 a 2014 (US Oyonnax Rugby)

## Individuální úspěchy trenérů klubu
- Marek Valeš - Trenér roku 2006
- Antonín Brabec - Trenér roku 2010 a 2011
- Tomáš Kohout - Trenér mládeže roku 2015, 2016 a 2017

(Martin Kafka získal ocenění Trenéra roku 2008 a 2009 při trénování reprezentace mužů XV) 

## Individuální úspěchy rozhodčích klubu
- Jiří Štuksa - Rozhodčí roku 2002-2005
- Tomáš Tůma - Rozhodčí roku 2006-2010

## Sezóna 2016/2017
| Jméno            | Post                         | Datum narození (věk)     | Národnost | Předcházející klub | Další trenérské působení |
| ---------------- | ---------------------------- | ------------------------ | --------- | ------------------ | ------------------------ |
| Antonín Brabec   | Hlavní trenér                | 2. června 1973 (51 let)  | Česko     | RC Sparta Praha    | Reprezentace XV U18      |
| Jan Kobián       | Kondiční trenér              | 28. října 1970 (54 let)  | Česko     | RC Sparta Praha    | Reprezentace XV U18      |
| Martin Vojáček   | Správce technického vybavení | 30. května 1970 (54 let) | Česko     | Mládež RC Říčany   | -                        |
| David Novotný    | Fyzioterapeut                | -                        | Česko     | Reprezentace XV    | -                        |
| Marek Landsinger | Trenér U23                   | -                        | Česko     | -                  | -                        |

### Tým mužů 2016/2017
| Jméno            | Post           | Datum narození (věk)       | Národnost | Předcházející klub            | 15-16 min (zápasy) | 16-17 min (zápasy) |
| ---------------- | -------------- | -------------------------- | --------- | ----------------------------- | ------------------ | ------------------ |
| Norbert Hemelík  | Mlynář         | 16. března 1985 (39 let)   | Česko     | Mládež RC Říčany              | 582                | 279 (7)            |
| Marek Juzl       | Mlynář         | 20. srpna 1996 (28 let)    | Česko     | Mládež RC Říčany              | 765                | 530 (8)            |
| David Mareček    | Pilíř          | 7. května 1992 (32 let)    | Česko     | Mládež RC Říčany              | 363                | 513 (7)            |
| Jan Sosnovec     | Pilíř          | 22. prosince 1992 (32 let) | Česko     | Mládež RC Říčany              | 526                | 233 (6)            |
| Marek Landsinger | Pilíř          | 26. června 1974 (50 let)   | Česko     | Mládež RC Říčany              | 644                | 56 (5)             |
| Lukáš Kubásek    | Pilíř          | 29. září 1993 (31 let)     | Česko     | RK Petrovice (střídavý start) | -                  | 220 (4)            |
| Lukáš Macháček   | Pilíř          | 29. září 1987 (37 let)     | Česko     | RC Havířov (střídavý start)   | 384                | 136 (4)            |
| Jan Kubálek      | Pilíř          | 12. května 1978 (46 let)   | Česko     | Mládež RC Říčany              | 575                | 0 (0)              |
| Roman Kubálek    | Pilíř          | 16. června 1977 (47 let)   | Česko     | Mládež RC Říčany              | 0 (zranění)        | 34 (1)             |
| Matěj Růžička    | 2.řada         | 1. května 1993 (31 let)    | Česko     | Mládež RC Říčany              | 1004               | 640 (8)            |
| Lukáš Chytil     | 2.řada         | 30. ledna 1998 (27 let)    | Česko     | Mládež RC Říčany              | 3                  | 600 (8)            |
| Josef Petrásek   | 2.řada         | 9. března 1987 (37 let)    | Česko     | Mládež RC Říčany              | 404                | 0 (zranění)        |
| Radek Pecko      | 2.řada         | 26. května 1982 (42 let)   | Česko     | -                             | -                  | 0                  |
| Lukáš Landsinger | 2.řada         | 23. března 1980 (44 let)   | Česko     | Mládež RC Říčany              | 573                | 0 (zraněn)         |
| David Richtr     | Rváček         | 6. února 1993 (32 let)     | Česko     | Mládež RC Říčany              | 1045               | 557 (8)            |
| Michal Hynek     | Rváček         | 7. ledna 1983 (42 let)     | Česko     | Mládež RC Říčany              | 131                | 463 (7)            |
| Petr Máslo       | Rváček         | 11. března 1997 (27 let)   | Česko     | Mládež RC Říčany              | 1164               | 0 (pauza)          |
| Jonáš Viewegh    | Rváček         | 29. září 1993 (31 let)     | Česko     | Mládež RC Říčany              | -                  | 32 (2)             |
| David Polášek    | Vazač          | 20. března 1991 (33 let)   | Česko     | Mládež RC Říčany              | 420                | 547 (8)            |
| Josef Šedivý     | Vazač          | 20. ledna 1994 (31 let)    | Česko     | Mládež RC Říčany              | 752                | 195 (8)            |
| Pavel Bureš      | Vazač          | 5. února 1991 (34 let)     | Česko     | Mládež RC Říčany              | -                  | -                  |
| Jan Šedivý       | Mlýnová spojka | 18. dubna 1990 (34 let)    | Česko     | Mládež RC Říčany              | 948                | 556 (8)            |
| Jan Fojtík       | Mlýnová spojka | 24. června 1998 (26 let)   | Česko     | Mládež RC Říčany              | 20                 | 265 (6)            |
| Matyáš Kohout    | Mlýnová spojka | 11. prosince 1998 (26 let) | Česko     | Mládež RC Říčany              | -                  | 0 (zraněn)         |
| Jan Kučera       | Útoková spojka | 13. srpna 1991 (33 let)    | Česko     | Mládež RC Říčany              | 882                | 480 (6)            |
| Pavel Čamrda     | Útoková spojka | 10. ledna 1978 (47 let)    | Česko     | Mládež RC Říčany              | (zranění)          | 180 (3)            |
| Antonín Brabec   | Útoková spojka | 2. června 1973 (51 let)    | Česko     | RC Tatra Smíchov (hostování)  | -                  | 7 (2)              |
| Michal Janouš    | Útoková spojka | 13. června 1993 (31 let)   | Česko     | RC Tatra Smíchov (hostování)  | -                  | 0                  |
| Jan Rohlík       | Tříčtvrtka     | 20. května 1980 (44 let)   | Česko     | Mládež RC Říčany              | 1259               | 400 (5)            |
| Sebastian Roczyn | Tříčtvrtka     | 8. ledna 1987 (38 let)     | Německo   | Lipsko                        | -                  | 210 (4)            |
| Jan Čížek        | Tříčtvrtka     | 2. srpna 1992 (32 let)     | Česko     | RC Přelouč (střídavý start)   | 1062               | 160 (2)            |
| Ondřej Pazdera   | Tříčtvrtka     | 21. srpna 1994 (30 let)    | Česko     | Mládež RC Říčany              | -                  | 20 (1)             |
| Jakub Švejda     | Tříčtvrtka     | 28. července 1993 (31 let) | Česko     | Mládež RC Říčany              | 643                | -                  |
| Michal Schlanger | Křídlo         | 27. prosince 1984 (40 let) | Česko     | RK Petrovice                  | 584                | 420 (6)            |
| Martin Sadílek   | Křídlo         | 6. června 1994 (30 let)    | Česko     | Mládež RC Říčany              | 853                | 57 (1)             |
| Adam Froněk      | Křídlo         | 8. července 1997 (27 let)  | Česko     | Mládež RC Říčany              | 88                 | 490 (8)            |
| Michal Knápek    | Křídlo         | 22. května 1986 (38 let)   | Česko     | RC Kralupy nad Vltavou        | -                  | 86 (2)             |
| Štěpán Podlipský | Křídlo         | 25. února 1995 (30 let)    | Česko     | Mládež RC Říčany              | 235                | 0 (zraněn)         |
| Kryštof Kobián   | Křídlo         | 12. června 1999 (25 let)   | Česko     | Mládež RC Říčany              | -                  | 47 (1)             |
| Štěpán Nižník    | Křídlo         | 4. listopadu 1998 (26 let) | Česko     | Mládež RC Říčany              | -                  | 3 (1)              |
| Petr Nims        | Křídlo         | 7. září 1994 (30 let)      | Česko     | Mládež RC Říčany              | 24                 | 0 (zraněn)         |
| Tomáš Nevický    | Zadák          | 6. května 1978 (46 let)    | Česko     | Mládež RC Říčany              | 1130               | 397 (5)            |
| Jindřich Duffek  | Zadák          | 2. listopadu 1997 (27 let) | Česko     | Mládež RC Říčany              | 641                | 633 (8)            |
| Jan Kohout       | Zadák          | 21. ledna 1994 (31 let)    | Česko     | RC Přelouč (střídavý start)   | 105                | 33 (1)             |
| Zdeněk Sadílek   | Zadák          | 8. února 1993 (32 let)     | Česko     | Mládež RC Říčany              | 0 (zraněn)         | 0 (zraněn)         |

### Tým do 23 let 2016/2017
Nově zformovaný tým hráčů do 23 let hraje 2. Českou ligu. V tomto týmu jsou hráči ročníků 1993 až 1998, navíc tým doplňují talentovaní hráči z juniorky (1999). Na utkání tým doplňují někteří starší hráči, kteří se tolik neprosazují v extraligovém týmu mužů.
Cílem týmu je postup do 1. České ligy.  
| Jméno           | Post           | Datum narození (věk)       | Národnost | Předcházející klub | Poznámka            |
| --------------- | -------------- | -------------------------- | --------- | ------------------ | ------------------- |
| Marek Juzl      | Mlynář         | 20. srpna 1996 (28 let)    | Česko     | Mládež RC Říčany   | -                   |
| Tomáš Adamička  | Mlynář         | 12. ledna 1998 (27 let)    | Česko     | Mládež RC Říčany   | -                   |
| Matěj Káninský  | Pilíř          | 20. prosince 1997 (27 let) | Česko     | Mládež RC Říčany   | -                   |
| Štěpán Langpaul | Pilíř          | 15. února 1998 (27 let)    | Česko     | Mládež RC Říčany   | -                   |
| Matěj Růžička   | 2.řada         | 1. května 1993 (31 let)    | Česko     | Mládež RC Říčany   | -                   |
| Lukáš Chytil    | 2.řada         | 30. ledna 1998 (27 let)    | Česko     | Mládež RC Říčany   | -                   |
| David Richtr    | Rváček         | 6. února 1993 (32 let)     | Česko     | Mládež RC Říčany   | -                   |
| Petr Máslo      | Rváček         | 11. března 1997 (27 let)   | Česko     | Mládež RC Říčany   | -                   |
| Jonáš Viewegh   | Rváček         | 29. září 1993 (31 let)     | Česko     | Mládež RC Říčany   | -                   |
| Josef Šedivý    | Vazač          | 20. ledna 1994 (31 let)    | Česko     | Mládež RC Říčany   | -                   |
| Jan Fojtík      | Mlýnová spojka | 24. června 1998 (26 let)   | Česko     | Mládež RC Říčany   | -                   |
| Matyáš Kohout   | Mlýnová spojka | 11. prosince 1998 (26 let) | Česko     | Mládež RC Říčany   | (dlouhodobě zraněn) |
| Michal Janouš   | Útoková spojka | 13. června 1993 (31 let)   | Česko     | Mládež RC Říčany   | -                   |
| Ondřej Pazdera  | Tříčtvrtka     | 21. srpna 1994 (30 let)    | Česko     | Mládež RC Říčany   | -                   |
| Jakub Švejda    | Tříčtvrtka     | 28. července 1993 (31 let) | Česko     | Mládež RC Říčany   | -                   |
| Martin Sadílek  | Křídlo         | 6. června 1994 (30 let)    | Česko     | Mládež RC Říčany   |                     |
| Adam Froněk     | Křídlo         | 8. července 1997 (27 let)  | Česko     | Mládež RC Říčany   | -                   |
| Štěpán Nižník   | Křídlo         | 4. listopadu 1998 (26 let) | Česko     | Mládež RC Říčany   | -                   |
| Kryštof Kobián  | Křídlo         | 12. června 1999 (25 let)   | Česko     | Mládež RC Říčany   | Junior              |
| Petr Nims       | Křídlo         | 7. září 1994 (30 let)      | Česko     | Mládež RC Říčany   | Dlouhodobě zraněn   |
| Jindřich Duffek | Zadák          | 2. listopadu 1997 (27 let) | Česko     | Mládež RC Říčany   | -                   |
| Zdeněk Sadílek  | Zadák          | 8. února 1993 (32 let)     | Česko     | Mládež RC Říčany   | -                   |